# 이상아
이상아(李尙雅, 1972년 2월 14일 ~ )는 대한민국의 배우이다. 조부는 정치인 이종극, 숙부는 미술계 학자 이일이다.

## 생애
1984년 광고 모델로서 첫 데뷔하였으며, 이어 같은 해 KBS 《KBS TV문학관 - 산사에 서다》에서 연기자로 첫 출연하였으며, 1985년 영화 《길소뜸》에서  영화배우로 데뷔하였다. 이후 많은 영화와 드라마에 출연하면서 최진실, 하희라, 채시라, 김혜수, 이미연 등과 함께 80~90년대 하이틴 스타로 큰 인기를 얻었다.

## 학력
- 용산여자중학교 (졸업)
- 안양예술고등학교 연극영화과 (졸업)
- 서울예술대학교 방송연예과 (전문학사)
- 국가평생교육진흥원 학점은행 미용학전공 (학사)

## 출연작

### 영화
- 1985년 《길소뜸》 ... 어린 화영 역
- 1986년 《방황하는 별들》 ... 꽃순이 역
- 1986년 《젊은 밤 후회없다》 ... 신혜 역
- 1986년 《말괄량이 대행진》
- 1987년 《학창보고서》 ... 해리 역
- 1987년 《얄숙이들의 개성시대》
- 1987년 《너와 나의 비밀일기》
- 1989년 《아낌없이 주련다》 ... 혜림 역
- 1989년 《비오는 날의 수채화》 ... 간호원 역
- 1990년 《성인 신고식》 ... 다비 역
- 1992년 《넝쿨 속의 히야신스》
- 1995년 《아빠는 보디가드》 ... 소영 역
- 2006년 《천하장사 마돈나》 ... 동구 엄마 역
- 2015년 《스피드》 ... 미자 역
- 2018년 《스타박'스 다방》 ... 성주란 역
- 2024년 《씬》 ... 윤 회장 역

### 드라마
- 1984년 KBS1 《KBS TV문학관 - 산사에 서다》 ... 동자승 역
- 1986년 MBC 《호랑이 선생님》 목장소녀 역
- 1987년 KBS1 《사랑이 꽃피는 나무》 ... 수정 역
- 1989년 MBC 《독도 수비대》
- 1990년 MBC 《완전한 사랑》
- 1990년 MBC 《조선왕조 500년:대원군》... 삼축당 김씨 역
- 1990년 KBS1 《몽기미 풍경》
- 1991년 KBS2 《3일의 약속》
- 1991년 SBS 《고독의 문》
- 1991년 SBS 《목소리를 낮춰요》
- 1992년 SBS 《여성극장 - 손주며느리의 봄》
- 1992년 MBC 《베스트극장 - 신혼이야기》
- 1993년 MBC 《걸어서 하늘까지》ㅡ 하영 역
- 1993년 MBC 《나팔꽃》 ... 이두희 역
- 1993년 SBS 《사랑과 우정》
- 1993년 MBC 《베스트극장 - 세상에서 제일 슬픈 사랑》
- 1994년 MBC 《마지막 승부》ㅡ 이미주 역
- 1994년 KBS2 《무당》
- 1994년 SBS 《좋은걸 어떡해》
- 1994년 MBC 《베스트극장 - 10년을 지나온 바람》
- 1994년 KBS2 《드라마게임 - 이브의 반란》
- 1995년 MBC 《캠퍼스 연가 - 연적》
- 1995년 SBS 《다시 만날 때까지》
- 1995년 KBS2 《내 사랑 유미》
- 1996년 SBS 《만남》
- 1996년 SBS 《남자 대탐험》
- 1996년 SBS 《아빠는 시장님》 ... 한주민 역
- 1997년 SBS 《재동이》
- 1997년 SBS 《여자》
- 1997년 MBC 《남자 셋 여자 셋》
- 1997년 SBS 《LA아리랑》
- 1997년 KBS2 《아무도 못말려》
- 1998년 MBC 《베스트극장 - 어떻게 당신을 사랑하게 됐냐구요?》
- 1998년 KBS2 《일요베스트 - 아담, 이브를 만들다》
- 1998년 SBS 《7인의 신부》 ... 애라 역
- 1999년 SBS 《그녀의 선택》
- 1999년 KBS2 《만남》 ... 현현주 역
- 2001년 SBS 《그래도 사랑해》
- 2001년 KBS2 《동서는 좋겠네》
- 2001년 MBC 《베스트극장 - 겨울아이》
- 2002년 SBS 《오남매》
- 2008년 SBS 《순결한 당신》 ... 서유희 역
- 2013년 KBS2 《KBS 드라마 스페셜 - 엄마의 섬》ㅡ 연지후 역
- 2015년 tvN 《슈퍼대디 열》 ... 환자 역
- 2016년 SBS 《내 사위의 여자》 ... 정미자 역
- 2016년 MBC 《언제나 봄날》 ... 정해선 역
- 2017년 MBC 《전생에 웬수들》 ... 최태란  역
- 2020년 채널A 《터치》 ... 장혜숙 역

### 텔레비전 프로그램
- 1993년 MBC 《퀴즈여행! 달려라 지구촌》 - MC
- 1994년 MBC 《TV탐사》 - MC
- 1995년 MBC 《도전 눈높이 퀴즈》 - MC
- 1995년 KBS2 《TV는 사랑을 싣고》 - 게스트
- 1996년 KBS21 《가족오락관》 - 게스트
- 2001년 KBS1 《가족오락관》 - 게스트 (이경실, 샤크라와 같이 출연)
- 2009년 Story on 《수퍼맘》
- 2009년 SBS 《스타주니어쇼 붕어빵》 - 게스트
- 2013년 MBN 《가족삼국지》
- 2016년 TV조선 《엄마가 뭐길래》
- 2018년 tvN《둥지탈출3》
- 2023년 tvN 스토리《살아있네 살아있어》
- 2024년 KBS 2TV 《박원숙의 같이 삽시다》

### 라디오 프로그램
- 2015년 EBS FM 《EBS 책 읽는 라디오 낭독 시리즈》

## 광고
- 1985년 오뚜기 (골드 마요네즈)
- 1985년 매일유업 (밀크쉐이크)
- 1985년 롯데제과 (울리불리 초코바 & 코코아파이)
- 1985년 롯데칠성음료 (탐스)
- 1985년 롯데정보통신 (파이오니아)
- 1986년 롯데제과 (꽃그린바, 죠스바, 찌빠바, 부푸러풍선껌, 조안나, 조안나골드, 빼빼로, 우등생, 치즈맛콘, 밤맛바 등)
- 1987년 LG생활건강 (LG치약)
- 1987년 롯데제과 (이따리아노, 찰떡아이스, 월드콘, 마가렛트 등)
- 1988년 롯데제과 (로젤라쿠키, 회오리바, 후루쓰맛씨 등)
- 1989년 롯데제과 (꼬깔바, 꼬깔콘, 키스타치바 등)
- 1990년 롯데제과 (노타임껌 블랙블랙)
- 1990년 이랜드그룹
- 1990년 SK하이닉스 (슈퍼-16, 슈퍼-286, 무선전화기 등)
- 1990년 스킨푸드 (아미드팜 UV)
- 1991년 이랜드그룹
- 1992년 스킨푸드 (다이나믹 클럽 & 아미드팜 투웨이케익)
- 1992년 SPC삼립 (빠스띠아)
- 1992년 피죤 (마프러스)
- 1993년 롯데제과 (더블비얀코)
- 1993년 스킨푸드 (아미드팜 그린)
- 1994년 스킨푸드 (퓨어제닉)
- 1995년 빙그레 (야채타임)
- 1996년 일진정공 키스
- 1998년 한국보석감정원
- 1999년 롯데제과 (마가렛트)
- 2004년 롯데푸드 (별난바·빵빠레)
- 2010년 삼성전자 (매직스테이션·하우젠)